# Adèle Almati
Alma Adèle Louise Almati, född Heitmann, född 1861 i Jersey City i USA, död 1919, var en svensk operasångerska och mezzosopran.
Almati föddes i Jersey City av tyska föräldrar. Hon blev fosterdotter hos A. H. E. Fish som sedermera blev chef för Svenska Telegrambyrån. Almati var elev av bland annat musikkonservatoriet i Stockholm under professor Julius Günther, och till Isidor Dannström och Mathilde Marchesi i Wien. Hon debuterade först i Wien under konstnärsnamnet Ficci, därefter i Budapest under namnet Alamati och slutligen 1886 i Stockholm (som Carmen). Almati tillhörde Stockholmsoperan 1886–1888 och 1891–1897, och var därefter verksam i utlandet. Bland hennes roller kan nämnas Amneris i Aida, Azucena i Trubaduren och Brünhilde i Valkyrian.
Hon tilldelades medaljen Litteris et Artibus 1897. Almati var först gift 1895 med operaregissören Ernst Axel Rundberg (1855–1901), därefter 1910 med den preussiske konsertsångaren Gustav Adolf Henkels.